# Модель поверхности Si(111)7×7

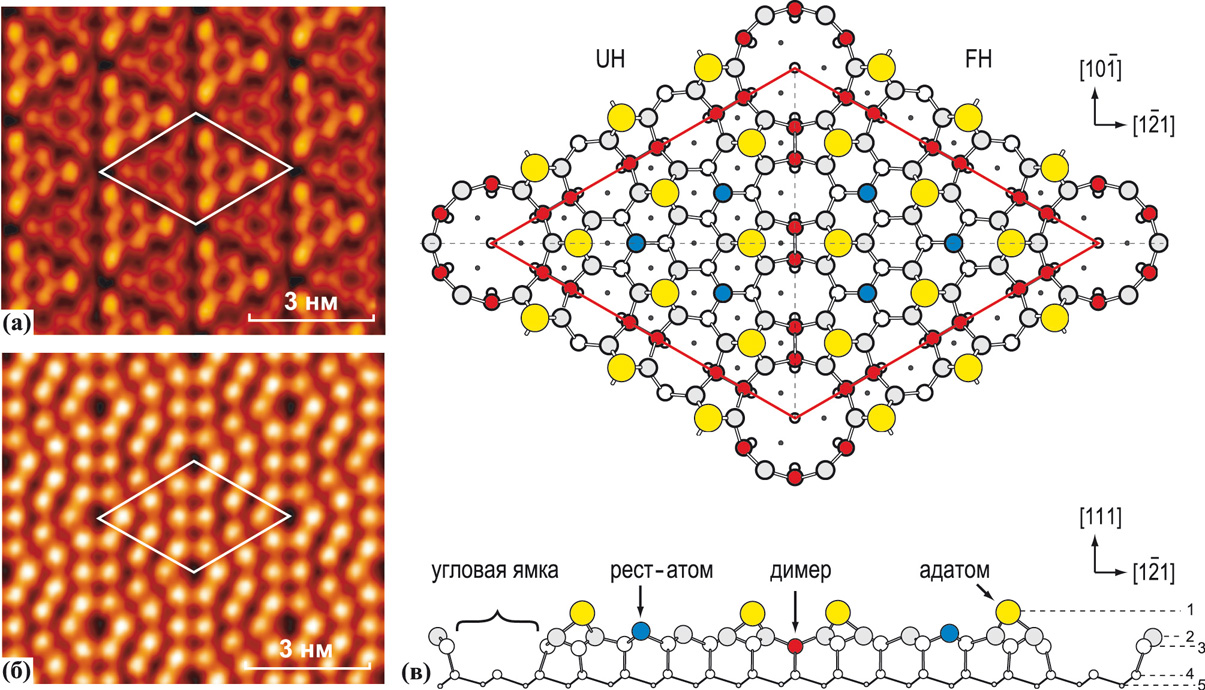
Атомарно-чистая поверхность Si(111)7×7. СТМ-изображения (а) заполненных и незаполненных (б) электронных состояний поверхности; в — схематическое изображение поверхности (вид сверху и вид сбоку) в соответствии с DAS-моделью (dimer-adatom-stacking fault) Такаянаги. Желтыми кружками показаны адатомы Si, красными — димеризованные атомы Si, голубыми — рест-атомы Si второго слоя. Ромбом обведена элементарная ячейка 7×7. Половина элементарной ячейки, содержащая дефект упаковки, помечена как FH (faulted half); половина без дефекта упаковки помечена как UH (unfaulted half). Видно, что на СТМ-изображении заполненных состояний (а) половина ячейки с дефектом упаковки выглядит более яркой. Максимумы на СТМ-изображении соответствуют адатомам.

Модель поверхности Si(111)7×7 (англ. DAS model) — модель димеров-адатомов и дефекта упаковки.

## Описание
Модель предложена Кунио Такаянаги в 1985 году для описания реконструкции атомарно чистой поверхности Si(111)7×7. Элементарная ячейка реконструкции 7×7 состоит из угловой ямки и двух треугольных подъячеек, которые разделяются димерными рядами; каждая подъячейка содержит по 6 адсорбированных на поверхности кристаллов еще не встроенных в кристаллическую решётку атомов (адатомов); атомный слой ниже слоя адатомов в одной из подъячеек находится в ориентации дефекта упаковки. Правильность этой модели была подтверждена результатами последующих многочисленных исследований.